# The Probe (hudební skupina)
The Probe je indie-pop-alternative kapela z Prahy založená roku 2008. Stylově se kapela vyhranila až v roce 2012, kdy se od hard rocku obrátila k jemnější atmosférické hudbě. Kapelu v roce 2014 tvořila zpěvačka a klavíristka Astrid Hudečková (autorka většiny textů), zpěvák a kytarista Miloš Červík a violoncellista Pepa Kaplan. The Probe je indie kapela, která svou hudbu produkuje nezávisle ve spolupráci s producentem Ecsonem Waldesem ve studiu BIOTECH.

## Hudební styl
Tvorba The Probe je přirovnávána k filmové hudbě Davida Lynche, ke kapele Hooverphonic a zpěvačce Laně Del Rey. V zasněné hudbě The Probe se nachází spojení retro zvuků ze starých filmů, výrazných vokálů, kytarové linky, cella a elektronických beatů.

## Diskografie

### EP Bel Mondo
Kapela The Probe vydala 1. EP „BEL MONDO“ 29. září 2014 jako CD (studio BIOTECH). Křest proběhl 14. října 2014 v klubu Rock Café. Tři skladby z debutového alba jsou dostupné na iTunes, Google Play, Amazonu, CDBaby a dalších celosvětových serverech.
Seznam skladeb:
- Bel Mondo
- Memories
- Resting